# 種子島

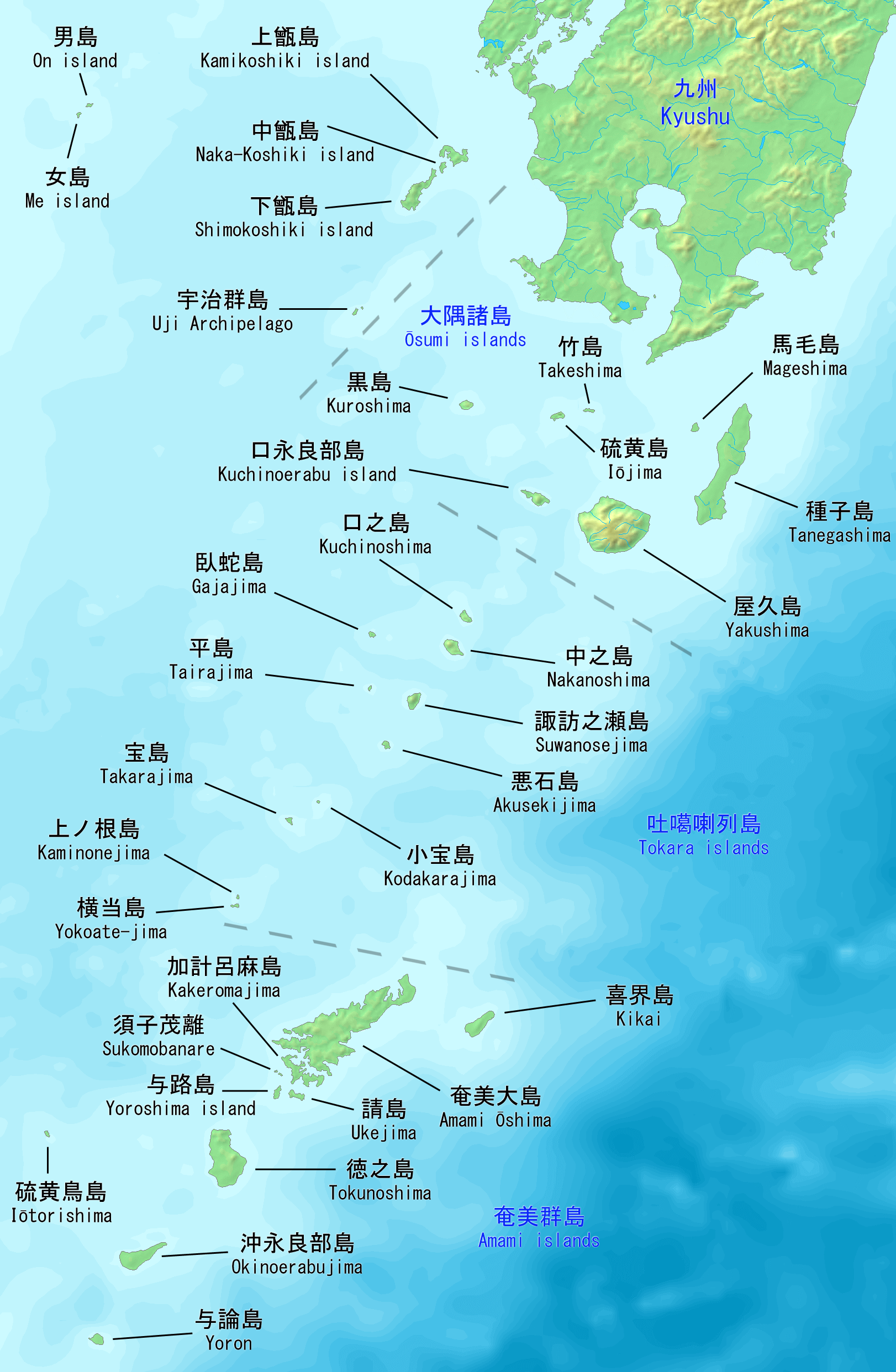
大隅諸島（薩南諸島、北部）

種子島（たねがしま）は、九州の鹿児島県に属し、大隅諸島を構成する島の一つ。
鹿児島県にある有人離島の中で最も東に位置する。人口（29,282人）は県内では奄美大島に次いで多く、また、面積（444.30km2）は日本では10番目、県内では奄美大島、屋久島に次いで3番目に大きい。最高地点の標高は回峯（まわりのみね）の282.4 mで、海側から見るとほとんど平らにしか見えず、1,936 mある隣の屋久島と比べると対照的である。中心都市は西之表市。

## 歴史

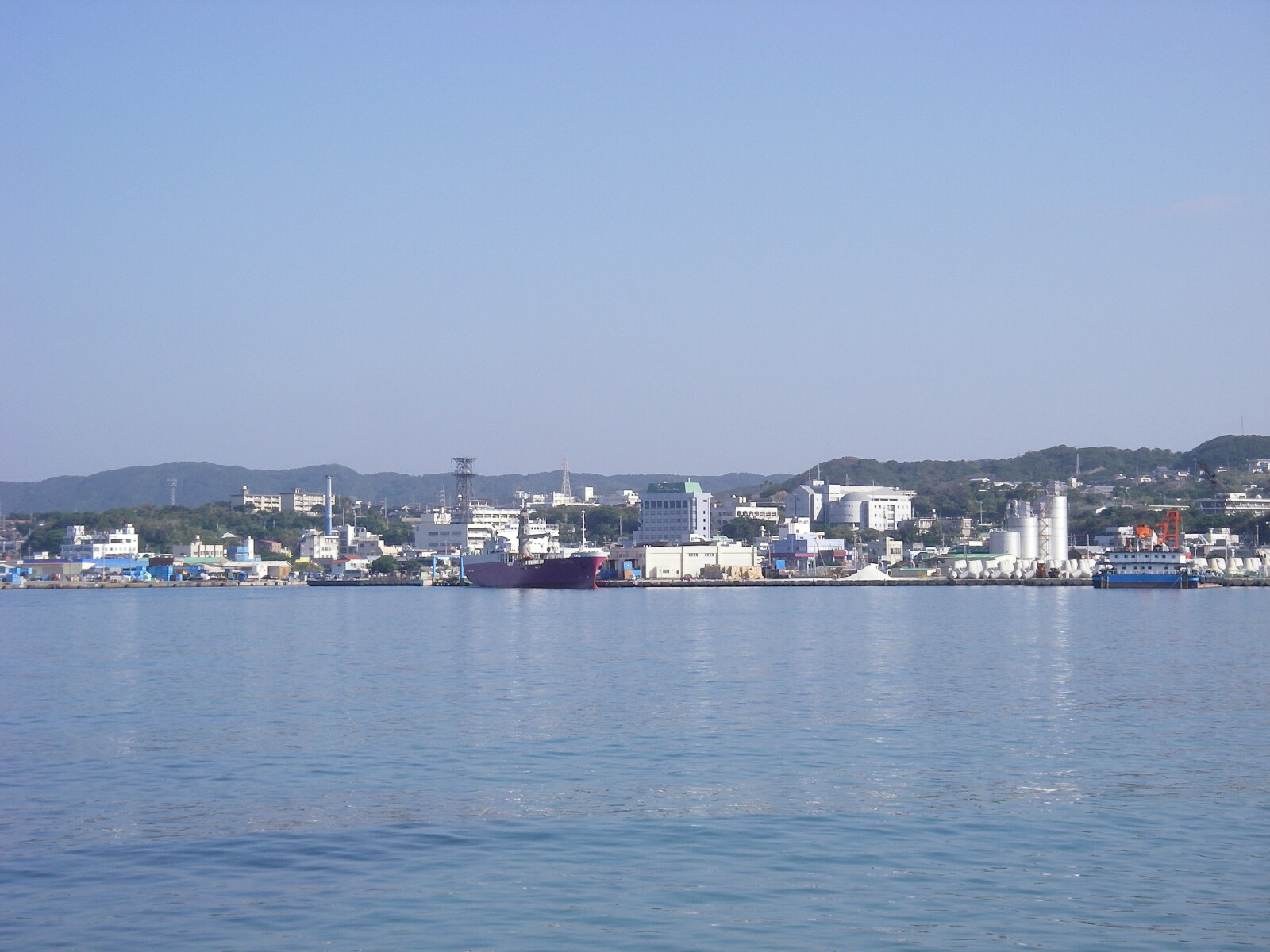
西之表市市街地

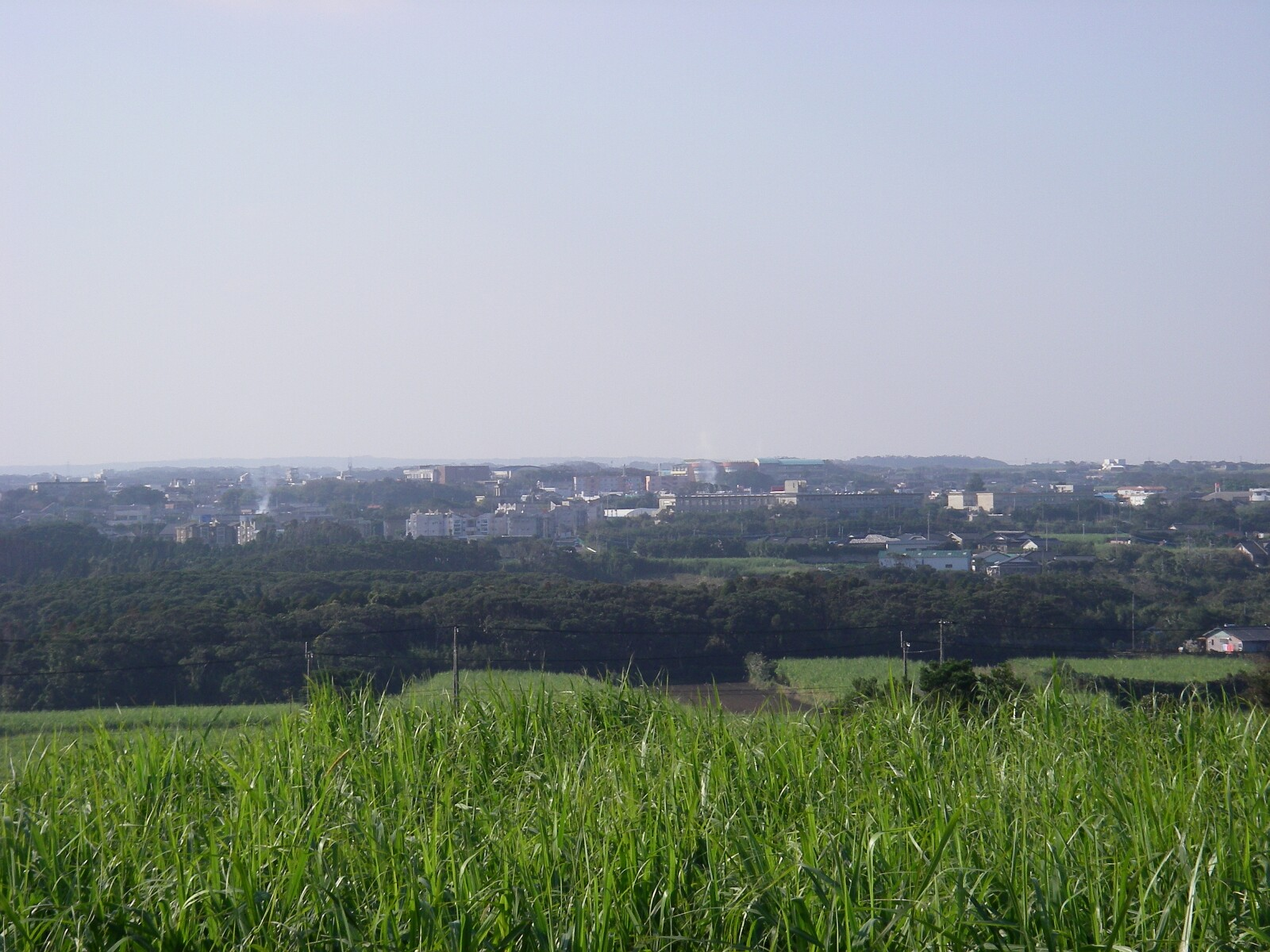
中種子町市街地

種子島でもっとも古い遺跡は、南種子町横峯遺跡（鹿児島県指定史跡）、中種子町立切遺跡・大津保畑遺跡で、約3万5千年前（較正年代）の遺跡である。これらの遺跡は、鹿児島県内で最も古い遺跡である。また、旧石器時代に人類が生活をした数少ない離島の一つでもある。種子島では細石器文化も確認されていて、南種子町銭亀遺跡は、細石器文化が確認された日本列島最南端の遺跡である。
縄文時代の種子島では、九州島南部の縄文文化とほぼ同一の土器様式が確認されている。一方、弥生時代後期から7世紀にかけての種子島では、独自の貝文化が展開した。その種子島独自の貝文化を代表する遺跡として、南種子町広田遺跡（国の史跡）が著名であり、貝製品を中心とする広田遺跡の出土品は、国の重要文化財に指定されている。
8世紀になると、種子島は、律令国家の支配下におかれる（朝貢の記録自体は、『日本書紀』に7世紀末から見られる）。大宝2年（702年）に令制国として隣の屋久島も含めて多禰国（たねのくに）が置かれ、島北部に能満郡、南部に熊毛郡が設けられた。中央より国司が任じられ多禰国司として二島を支配した。
しかし多禰国は平安時代前期の天長元年（824年）に廃止され、能満郡は熊毛郡に統合し大隅国に編入された。鎌倉時代には見和氏、肥後氏が支配し、室町時代以降には肥後氏の支族種子島氏がこの地を治めた。日本の南方に向けた入り口として古来より栄え、南蛮からの鉄砲伝来が行われた。火縄銃の製作が始められた場所でもあったため、国産の火縄銃は種子島と呼ばれていた。琉球王国との交易も行われており、元禄11年（1698年）領内の農民の救済作として、当時の領主種子島久基が琉球国王尚貞より甘藷一篭を譲り受け、家老西村時乗に命じ領民に栽培させた。これが九州、本州にさらに伝わっていく。
佐藤信淵は薩摩藩重臣にあてた『薩摩経緯記』の中で種子島の島民気質を喜界島、屋久島の住民と同様に「豊かになろうと心がける気持ちが弱く、産業に励む者は希」と評価した。

### 現代
東側に海以外が無いという特徴から、東向きに打ち上げる人工衛星に有利なため種子島宇宙センターを中心とする宇宙開発の関連の施設が多く建てられ、日本における宇宙開発の一翼を担っている。最近では多くのサーファーが移住し、マリンスポーツ等も盛んに行われている。戦前より県内外からの移住者が多く、その出身元も多様である。島の内陸部にある十六番や二十番という地名は、開拓番号がそのまま集落名になったものである。

## 地勢

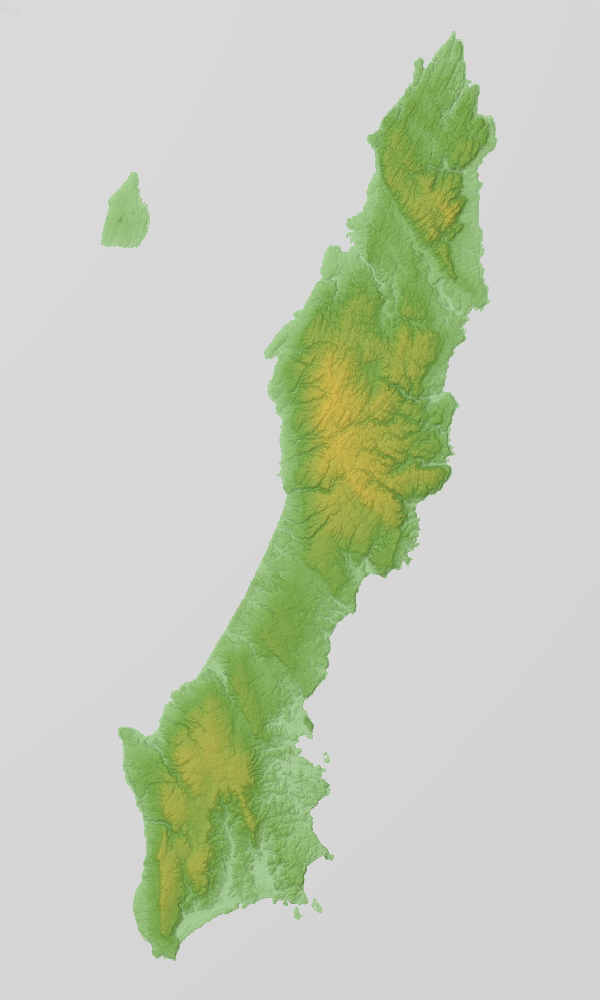
地形図

- 面積444.30 km2（国土地理院データによる[3]）
神奈川県横浜市とほぼ同じ広さで、全国有人離島第5位（架橋離島除く）
- 人口29,282人
人口の大半は各市町の市街地に集中しており、特に西之表市は市街地のある西海岸側と、反対の東海岸側との人口差が大きい。
- 南北57.2 km・東西5 - 12 km・海岸線延長186 km・最高点282.4 m（回峯）
- 地下に極小規模の油田がある。採算性はない。
- 古来から砂鉄の産出に恵まれていた。
- 島ほぼ全域が農業・水産業に適している事から食料自給率（カロリーベース）が大変高く、1市2町全てで100 %を越えている。特に中種子町は832 %（県内1位・2005年）と、群を抜いて高い[4]。

### 小島・岩礁
国土地理院地図（抄）。陸繋した浜辺や海礁上の小岩、無名の岩を除く。
- 西小島 - 西之表市国上、喜志鹿崎沖。
- 西小島 - 西之表市国上、大原崎沖
- えぼし瀬、田ノ脇鼻南小島、高瀬 - 西之表市現和沖。
- アブソコ鼻 - 西之表市安城沖。
- 黒瀬 - 中種子町増田沖。
- ムラ瀬 - 中種子町油久沖。
- 黒瀬、障ヶ瀬、千倉岩屋、竹島、高島、浜島、大横瀬（浜島の東隣）、ノリ瀬 - 南種子町平山、浜田沖。
- 吉信崎、大瀬、アカ瀬 - 南種子町茎永、大崎沖。
- ゴウナ、ハシガ瀬、オオ島、ウマノリ瀬、大竹崎、黒瀬- 南種子町茎永、竹崎の南東沖。
- 小島、カセ島、カワソエノ鼻、エボシガタ- 南種子町茎永、竹崎の南方沖。

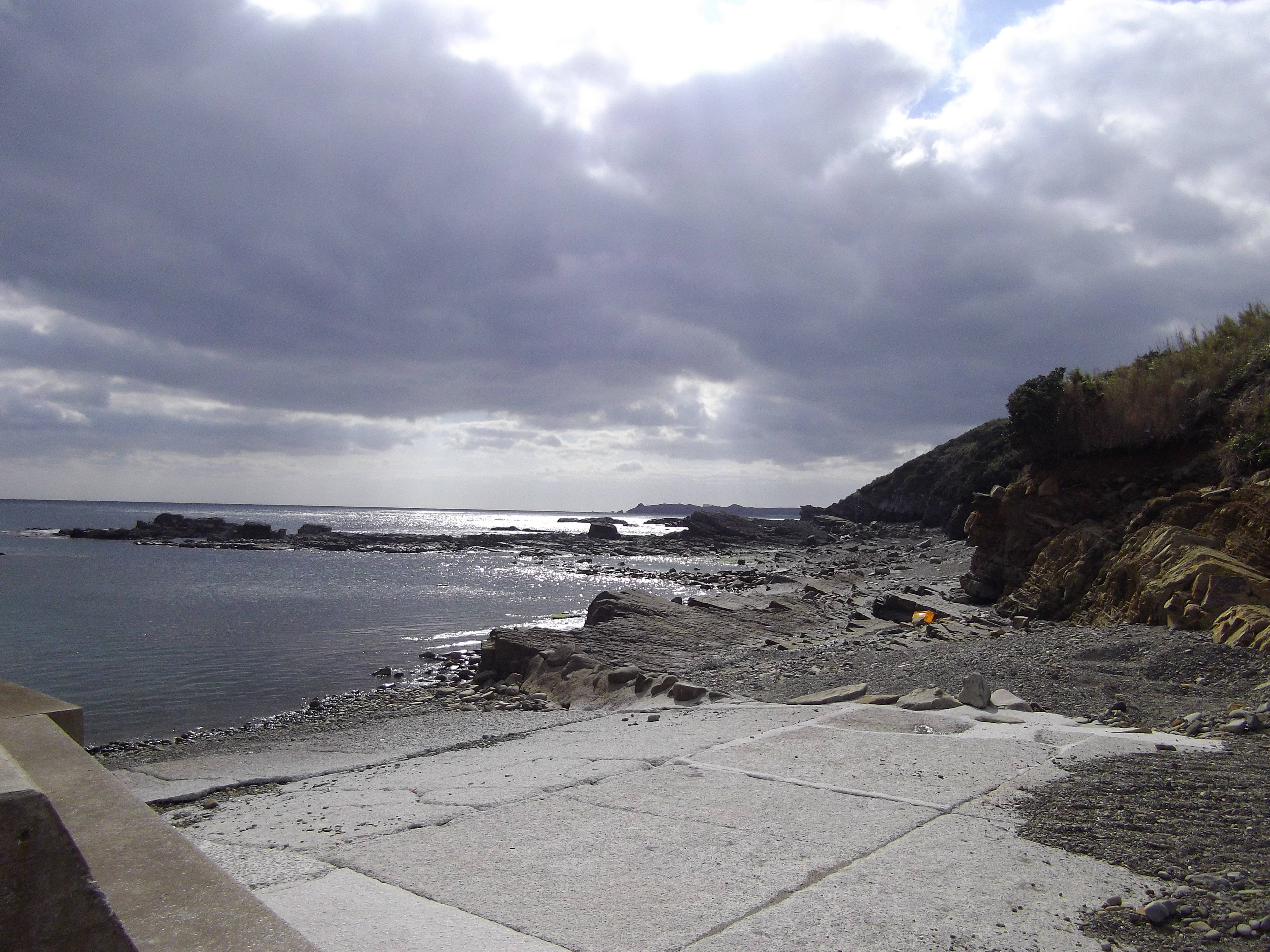
油久海岸から南、宇宙センター方向を

## 気候
- 年間平均気温19 ℃・最高気温33 ℃前後・最低気温1 ℃前後・年間降水量2,000 - 2,500 mm
- 冬季の日照時間は短い。冬の平均気温も12℃前後と温暖で、冬型になっても気温が高いので雨となることが多く、雪が降ることは非常に稀である。
- 夏 - 秋季にかけては台風の影響をとても受けやすい所である。

| 種子島特別地域気象観測所（西之表市西之表、標高25m）の気候 | 種子島特別地域気象観測所（西之表市西之表、標高25m）の気候 | 種子島特別地域気象観測所（西之表市西之表、標高25m）の気候 | 種子島特別地域気象観測所（西之表市西之表、標高25m）の気候 | 種子島特別地域気象観測所（西之表市西之表、標高25m）の気候 | 種子島特別地域気象観測所（西之表市西之表、標高25m）の気候 | 種子島特別地域気象観測所（西之表市西之表、標高25m）の気候 | 種子島特別地域気象観測所（西之表市西之表、標高25m）の気候 | 種子島特別地域気象観測所（西之表市西之表、標高25m）の気候 | 種子島特別地域気象観測所（西之表市西之表、標高25m）の気候 | 種子島特別地域気象観測所（西之表市西之表、標高25m）の気候 | 種子島特別地域気象観測所（西之表市西之表、標高25m）の気候 | 種子島特別地域気象観測所（西之表市西之表、標高25m）の気候 | 種子島特別地域気象観測所（西之表市西之表、標高25m）の気候 |
| 月                                                        | 1月                                                       | 2月                                                       | 3月                                                       | 4月                                                       | 5月                                                       | 6月                                                       | 7月                                                       | 8月                                                       | 9月                                                       | 10月                                                      | 11月                                                      | 12月                                                      | 年                                                        |
| --------------------------------------------------------- | --------------------------------------------------------- | --------------------------------------------------------- | --------------------------------------------------------- | --------------------------------------------------------- | --------------------------------------------------------- | --------------------------------------------------------- | --------------------------------------------------------- | --------------------------------------------------------- | --------------------------------------------------------- | --------------------------------------------------------- | --------------------------------------------------------- | --------------------------------------------------------- | --------------------------------------------------------- |
| 最高気温記録 °C （°F）                                    | 24.4 (75.9)                                               | 25.6 (78.1)                                               | 26.9 (80.4)                                               | 28.1 (82.6)                                               | 30.6 (87.1)                                               | 32.7 (90.9)                                               | 34.9 (94.8)                                               | 35.9 (96.6)                                               | 34.1 (93.4)                                               | 31.3 (88.3)                                               | 29.4 (84.9)                                               | 27.2 (81)                                                 | 35.9 (96.6)                                               |
| 平均最高気温 °C （°F）                                    | 14.2 (57.6)                                               | 15.2 (59.4)                                               | 17.6 (63.7)                                               | 21.0 (69.8)                                               | 24.1 (75.4)                                               | 26.8 (80.2)                                               | 30.4 (86.7)                                               | 31.0 (87.8)                                               | 29.1 (84.4)                                               | 25.1 (77.2)                                               | 21.1 (70)                                                 | 16.7 (62.1)                                               | 22.7 (72.9)                                               |
| 日平均気温 °C （°F）                                      | 11.7 (53.1)                                               | 12.3 (54.1)                                               | 14.5 (58.1)                                               | 17.8 (64)                                                 | 21.2 (70.2)                                               | 24.0 (75.2)                                               | 27.5 (81.5)                                               | 28.1 (82.6)                                               | 26.2 (79.2)                                               | 22.3 (72.1)                                               | 18.1 (64.6)                                               | 13.8 (56.8)                                               | 19.8 (67.6)                                               |
| 平均最低気温 °C （°F）                                    | 8.5 (47.3)                                                | 9.0 (48.2)                                                | 11.1 (52)                                                 | 14.5 (58.1)                                               | 18.1 (64.6)                                               | 21.3 (70.3)                                               | 25.1 (77.2)                                               | 25.7 (78.3)                                               | 23.6 (74.5)                                               | 19.5 (67.1)                                               | 14.9 (58.8)                                               | 10.5 (50.9)                                               | 16.8 (62.2)                                               |
| 最低気温記録 °C （°F）                                    | 0.0 (32)                                                  | −0.6 (30.9)                                               | 2.1 (35.8)                                                | 4.5 (40.1)                                                | 10.0 (50)                                                 | 15.2 (59.4)                                               | 17.5 (63.5)                                               | 20.6 (69.1)                                               | 14.9 (58.8)                                               | 10.3 (50.5)                                               | 4.5 (40.1)                                                | 2.6 (36.7)                                                | −0.6 (30.9)                                               |
| 降水量 mm （inch）                                        | 96.5 (3.799)                                              | 122.5 (4.823)                                             | 160.4 (6.315)                                             | 198.0 (7.795)                                             | 233.3 (9.185)                                             | 556.4 (21.906)                                            | 261.7 (10.303)                                            | 188.7 (7.429)                                             | 293.2 (11.543)                                            | 194.5 (7.657)                                             | 134.8 (5.307)                                             | 92.7 (3.65)                                               | 2,532.5 (99.705)                                          |
| 平均降水日数 （≥0.5 mm）                                  | 11.3                                                      | 11.5                                                      | 14.0                                                      | 12.3                                                      | 12.3                                                      | 18.3                                                      | 10.7                                                      | 12.4                                                      | 12.5                                                      | 10.3                                                      | 10.1                                                      | 10.0                                                      | 145.8                                                     |
| % 湿度                                                    | 65                                                        | 66                                                        | 69                                                        | 71                                                        | 76                                                        | 84                                                        | 83                                                        | 81                                                        | 79                                                        | 73                                                        | 69                                                        | 65                                                        | 73                                                        |
| 平均月間日照時間                                          | 107.1                                                     | 114.9                                                     | 140.1                                                     | 163.1                                                     | 158.5                                                     | 114.7                                                     | 222.7                                                     | 222.8                                                     | 166.6                                                     | 157.9                                                     | 129.7                                                     | 119.4                                                     | 1,822                                                     |
| 出典：気象庁 (平均値：1991年-2020年、極値：1948年-現在)   |                                                           |                                                           |                                                           |                                                           |                                                           |                                                           |                                                           |                                                           |                                                           |                                                           |                                                           |                                                           |                                                           |

| 平均気温の推移                                                 |                                                                |
| -------------------------------------------------------------- | -------------------------------------------------------------- |
| 現在、技術上の問題で一時的にグラフが表示されなくなっています。 |                                                                |
|                                                                | 現在、技術上の問題で一時的にグラフが表示されなくなっています。 |

|  | 現在、技術上の問題で一時的にグラフが表示されなくなっています。 |

|  | 現在、技術上の問題で一時的にグラフが表示されなくなっています。 |

|  | 現在、技術上の問題で一時的にグラフが表示されなくなっています。 |

|  | 現在、技術上の問題で一時的にグラフが表示されなくなっています。 |

|  | 現在、技術上の問題で一時的にグラフが表示されなくなっています。 |

|  | 現在、技術上の問題で一時的にグラフが表示されなくなっています。 |

|  | 現在、技術上の問題で一時的にグラフが表示されなくなっています。 |

|  | 現在、技術上の問題で一時的にグラフが表示されなくなっています。 |

|  | 現在、技術上の問題で一時的にグラフが表示されなくなっています。 |

|  | 現在、技術上の問題で一時的にグラフが表示されなくなっています。 |

|  | 現在、技術上の問題で一時的にグラフが表示されなくなっています。 |

|  | 現在、技術上の問題で一時的にグラフが表示されなくなっています。 |

|  | 現在、技術上の問題で一時的にグラフが表示されなくなっています。 |

|  | 現在、技術上の問題で一時的にグラフが表示されなくなっています。 |

|  | 現在、技術上の問題で一時的にグラフが表示されなくなっています。 |

|  | 現在、技術上の問題で一時的にグラフが表示されなくなっています。 |

|  | 現在、技術上の問題で一時的にグラフが表示されなくなっています。 |

## 自治体
- 西之表市
- 熊毛郡
  - 中種子町
  - 南種子町

種子島を構成する1市2町は揃って、1986年（昭和61年）10月18日に大阪府堺市と友好都市提携を結んだ。いわゆる「鉄砲つながり」で、「堺まつり」、「種子島鉄砲まつり」に相互参加している。

## 行政機関

### 国の機関

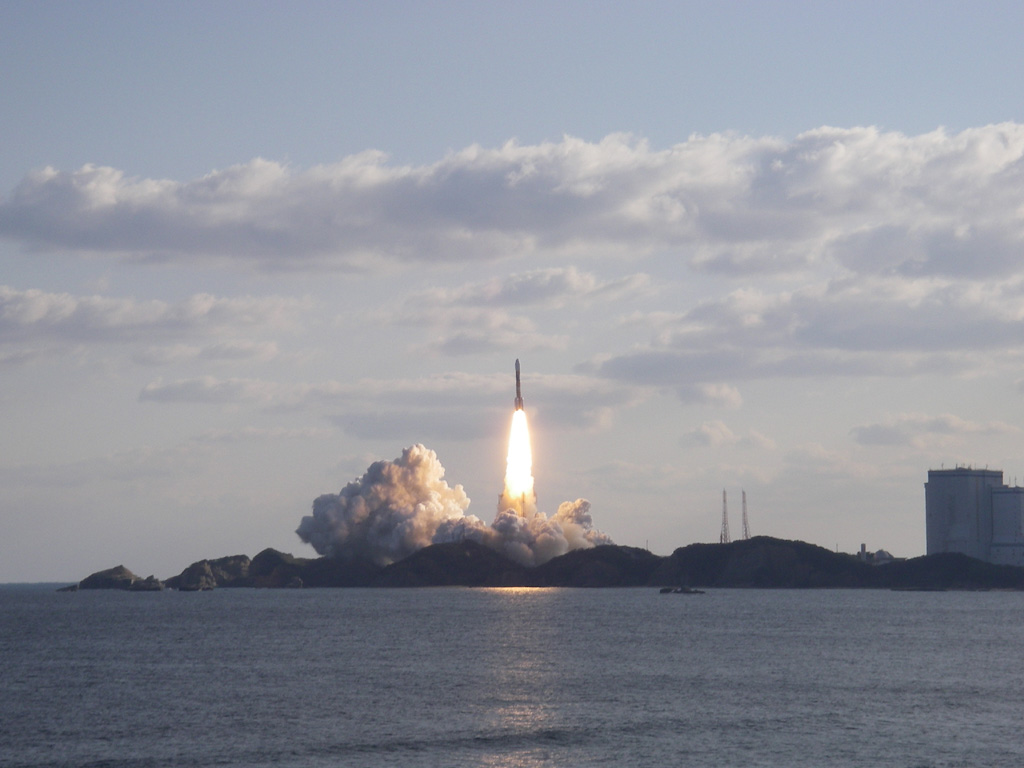
種子島宇宙センター

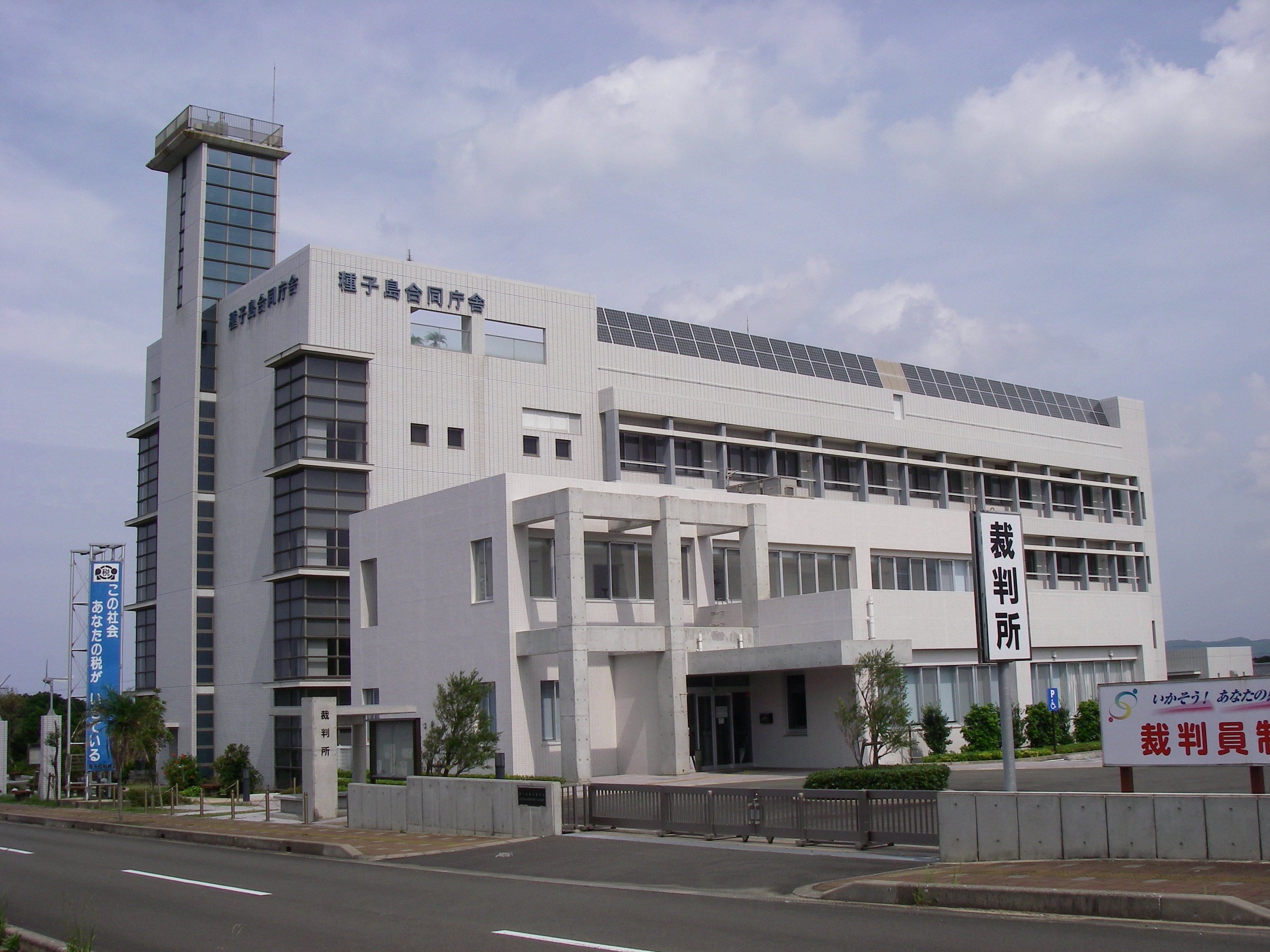
種子島合同庁舎

- 法務省関係
鹿児島地方法務局種子島出張所（西之表市）
種子島区検察庁（西之表市）
- 財務省関係
種子島税務署（西之表市）
- 厚生労働省関係
鹿児島労働基準監督署熊毛駐在事務所（西之表市）
熊毛公共職業安定所（西之表市）
- 農林水産省関係
鹿児島森林管理署西之表森林事務所（西之表市）
九州農政局鹿児島農政事務所西之表統計・情報センター
鹿児島森林管理署南種子森林事務所
- 国土交通省関係
大阪航空局種子島空港出張所（中種子町）
福岡航空測候所種子島空港出張所（中種子町）
- 裁判所
種子島簡易裁判所（西之表市）

### 独立行政法人
- 国立研究開発法人宇宙航空研究開発機構 (JAXA)
種子島宇宙センター（南種子町）
増田宇宙通信所（中種子町）
- 国立研究開発法人農業・食品産業技術総合研究機構
九州沖縄農業研究センター種子島研究拠点(西之表市）
種苗管理センター鹿児島農場（中種子町）

### 県の機関
- 熊毛支庁（西之表市）
- 西之表保健所（西之表市）
- 熊毛教育事務所（西之表市）
- 鹿児島県農業試験場熊毛支場（西之表市）
- 西之表農業改良普及所（西之表市）

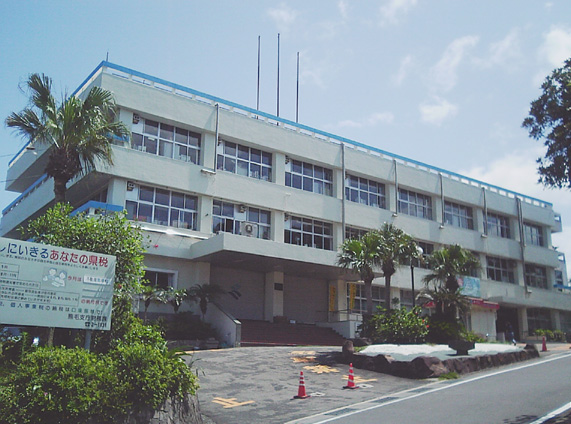
熊毛支庁本館

- 鹿児島中央家畜保健衛生所熊毛支所（中種子町）
- 種子島警察署（西之表市）

### 市町の機関
- 西之表市役所
- 中種子町役場
- 南種子町役場
- 熊毛地区消防組合
西之表消防署
中種子分遣所
南種子分遣所

## 郵便局
- 集配局
  - 種子島郵便局（西之表市）

- - 古田郵便局（西之表市）
  - 中種子郵便局（中種子町）
- 無集配局 --- 西之表市4局・中種子町3局・南種子町5局
- 簡易郵便局 --- 西之表市6局・中種子町4局・南種子町3局

島内の郵便物やゆうパックはカーフェリーに郵便車ごと載せて鹿児島市との間を往復している。

## 学校

### 西之表市
- 小学校
西之表市立榕城小学校
西之表市立上西小学校
西之表市立下西小学校
西之表市立国上小学校
西之表市立伊関小学校
西之表市立安納小学校
西之表市立現和小学校
西之表市立安城小学校
西之表市立立山小学校
西之表市立古田小学校
西之表市立住吉小学校
西之表市立鴻峰小学校（休校）
西之表市立馬毛島小中学校（廃校）
- 中学校
西之表市立種子島中学校
西之表市立榕城中学校（種子島中学校へ統合）
西之表市立国上中学校（種子島中学校へ統合）
西之表市立現和中学校（種子島中学校へ統合）
西之表市立安城中学校（種子島中学校へ統合）
西之表市立古田中学校（種子島中学校へ統合）
西之表市立住吉中学校（種子島中学校へ統合）
- 高等学校
鹿児島県立種子島高等学校
- 各種学校
種子島自動車学校（指定自動車教習所）
- その他学校
多禰嶋システム工科学院

### 中種子町
- 小学校
中種子町立星原小学校
中種子町立納官小学校
中種子町立増田小学校
中種子町立野間小学校
中種子町立油久小学校
中種子町立南界小学校
中種子町立岩岡小学校
- 中学校
中種子町立中種子中学校
中種子町立野間中学校（中種子中学校へ統合）
中種子町立星原中学校（中種子中学校へ統合）
中種子町立増田中学校（中種子中学校へ統合）
中種子町立南界中学校（中種子中学校へ統合）
- 支援学校
鹿児島県立中種子特別支援学校
- 高等学校
鹿児島県立種子島中央高等学校
- 大学
玉川大学学術研究所種子島施設
- その他学校
熊毛姶良自動車学校

### 南種子町
- 小学校
南種子町立中平小学校
南種子町立茎南小学校
南種子町立西野小学校
南種子町立大川小学校
南種子町立島間小学校
南種子町立平山小学校
南種子町立花峰小学校
南種子町立長谷小学校
- 中学校
南種子町立南種子中学校
南種子町立中平中学校（南種子中学校へ統合）
南種子町立島間中学校（南種子中学校へ統合）
南種子町立茎南中学校（南種子中学校へ統合）
南種子町立西野中学校（南種子中学校へ統合）
南種子町立平山中学校（南種子中学校へ統合）

## 交通
種子島 - 鹿児島間には高速船、フェリー、航空機がそれぞれ運航され、1日あたりの総輸送人員は片道約3,000人に及ぶ。
 航路の詳細や運航時刻などは、各社の項目または公式サイトなどを参照。

### 海港
- 西之表港
- 島間港
- 浜津脇港
- 田之脇港
- 増田港
- 浜田港

#### 航路
大きく分けて客船航路は、西之表市の西之表港区、南種子町の島間港区の2港に分けられる。
- 西之表港区 - 貨物船、貨客船、高速船（ジェットフォイル）。臨時で一部チャーターの客船の入港が可能。

主に鹿児島航路トッピー、ロケット、プリンセスわかさ、はいびすかす（早朝5時 - 10時、屋久島宮之浦港を往復した後、11時頃 - 22時、鹿児島谷山港区を往復）、新種子島丸、新さつまが使用
- 島間港 - 主に産業港として。

主に屋久島・宮之浦行きのフェリー太陽が使用。

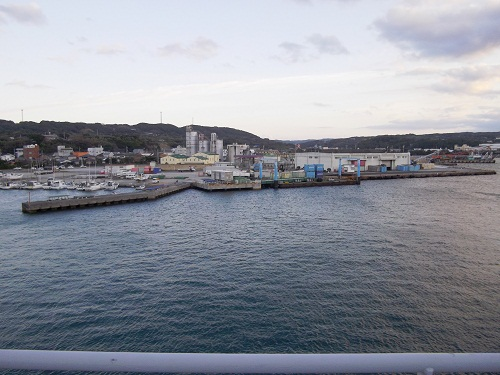
「新さつま」から見た西之表港区の様子。画像中央、青のパース場所が鹿児島商船「はいびすかす」乗り場。2012年12月中旬。

鹿児島への航路はいわさきグループ（鹿児島商船など）および市丸グループ（コスモライン）、共同フェリー運輸（ただし貨物船でドライバー11名のみ）が就航しており、屋久島への航路は両グループに加え屋久島町が就航している。高速船については前記2社が競合していたが、2009年10月から一部の便において両グループの共同運航（コードシェア）が開始されたのち、2012年4月からは両グループの共同運航会社である種子屋久高速船に全便が移管された。
高速船
ボーイング929（ジェットフォイル）による運航。
- トッピー & ロケット（種子屋久高速船）
  - 種子島 - 屋久島・指宿・鹿児島

2012年3月31日までは、鹿児島商船の「トッピー」および、コスモライン「ロケット」（2005年7月29日就航）がそれぞれ運航され競合していた。
フェリー
- はいびすかす（鹿児島商船・新屋敷商事）
  - 屋久島 - 種子島 - 鹿児島
- プリンセスわかさ（コスモライン）
  - 種子島 - 鹿児島
- フェリー太陽（屋久島町）
  - 種子島 - 屋久島 - 口永良部島

貨物フェリー
RO-RO船
- 共同フェリー運輸（共同運輸・小倉運輸）

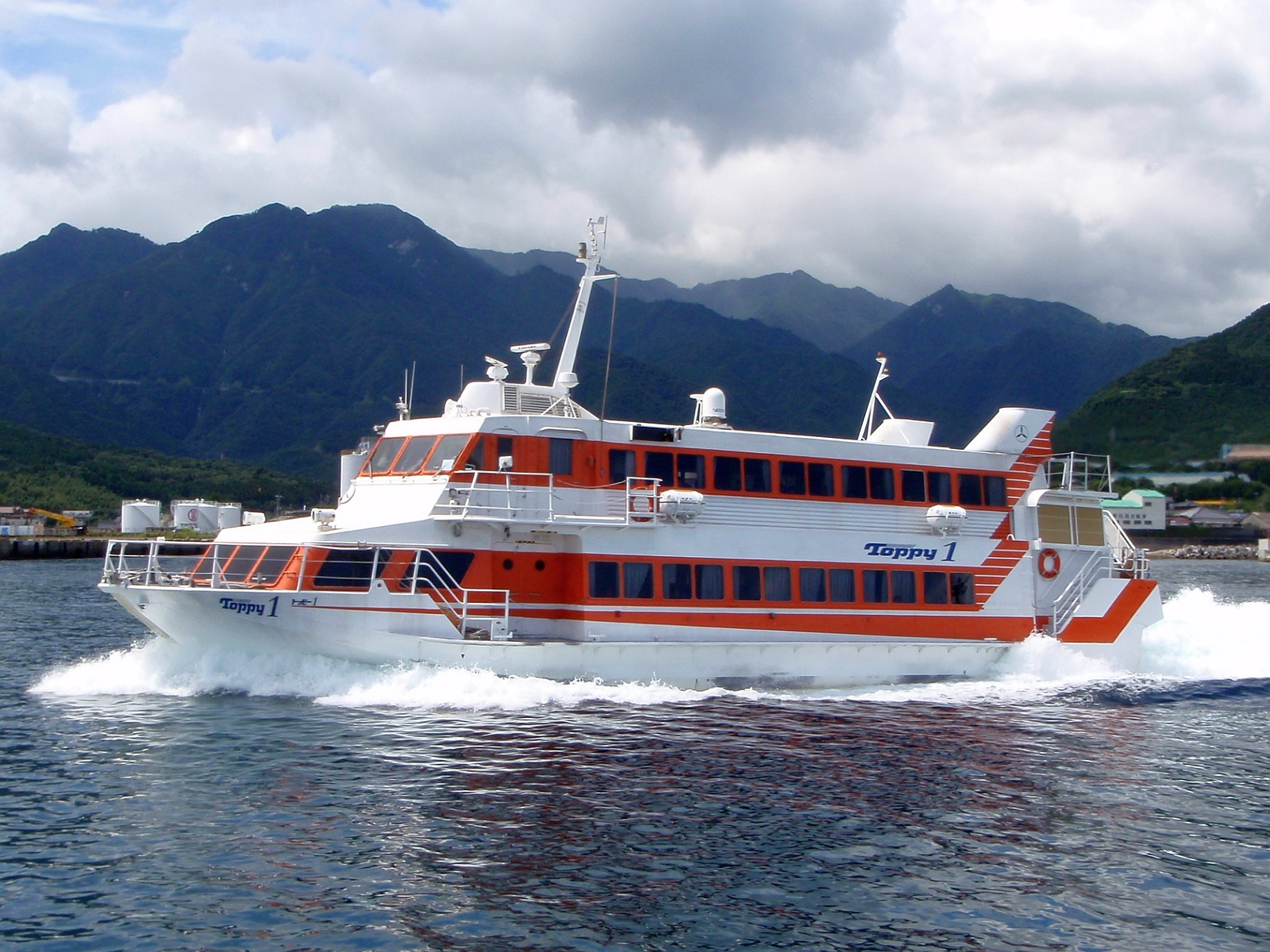
ジェットフォイル「トッピー」(M)
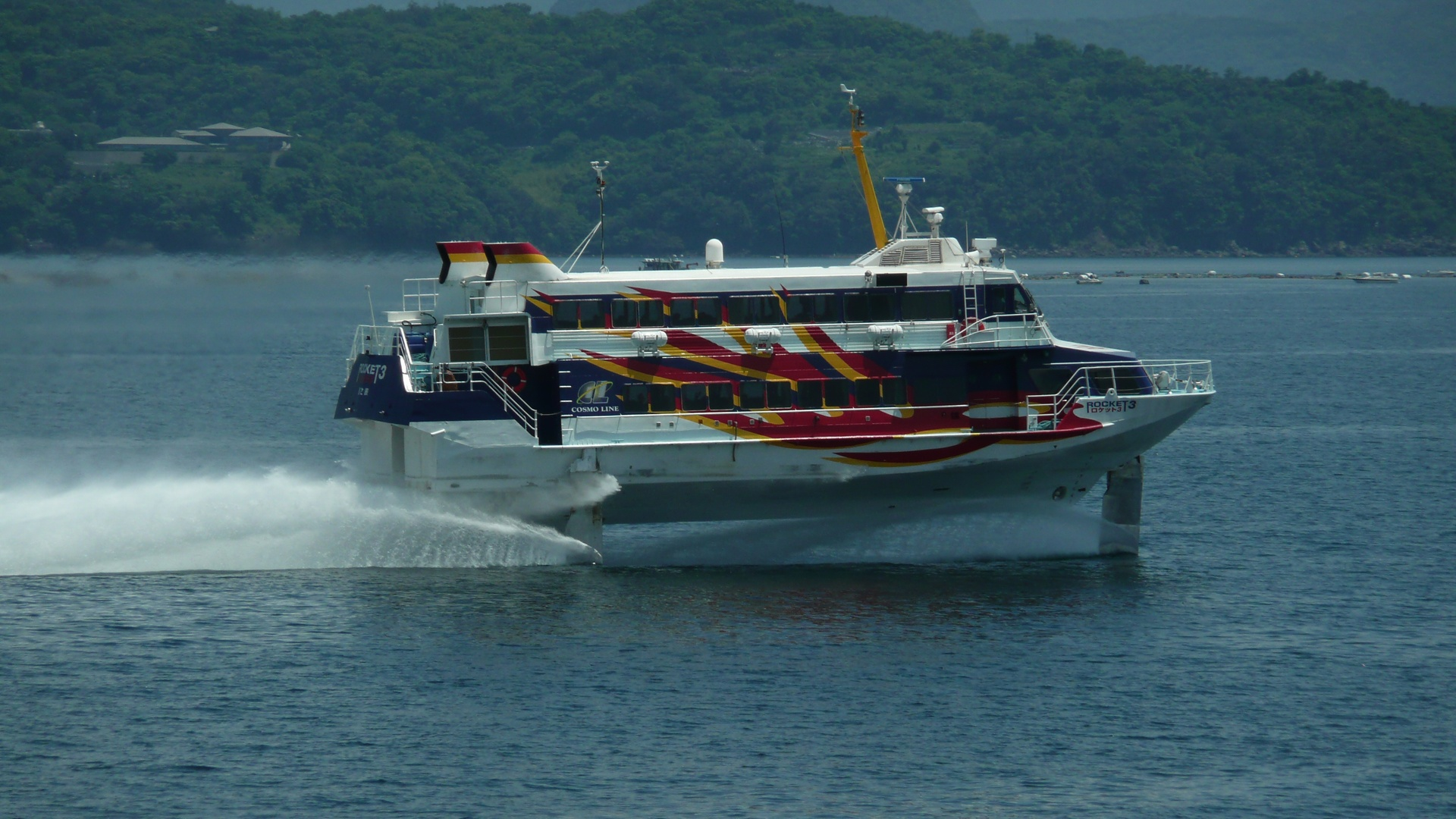
ジェットフォイル「ロケット」(M)
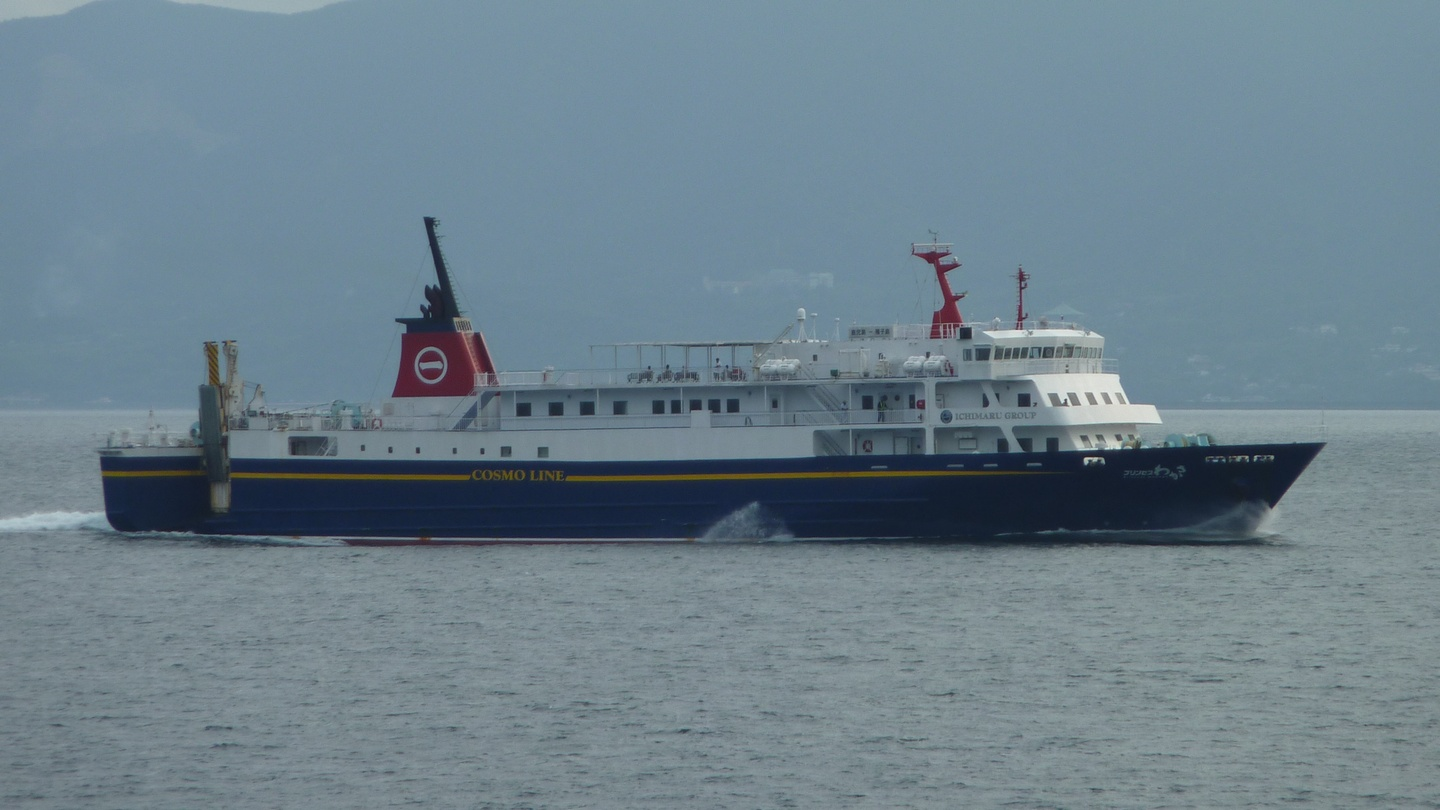
フェリー「プリンセスわかさ」(KW)
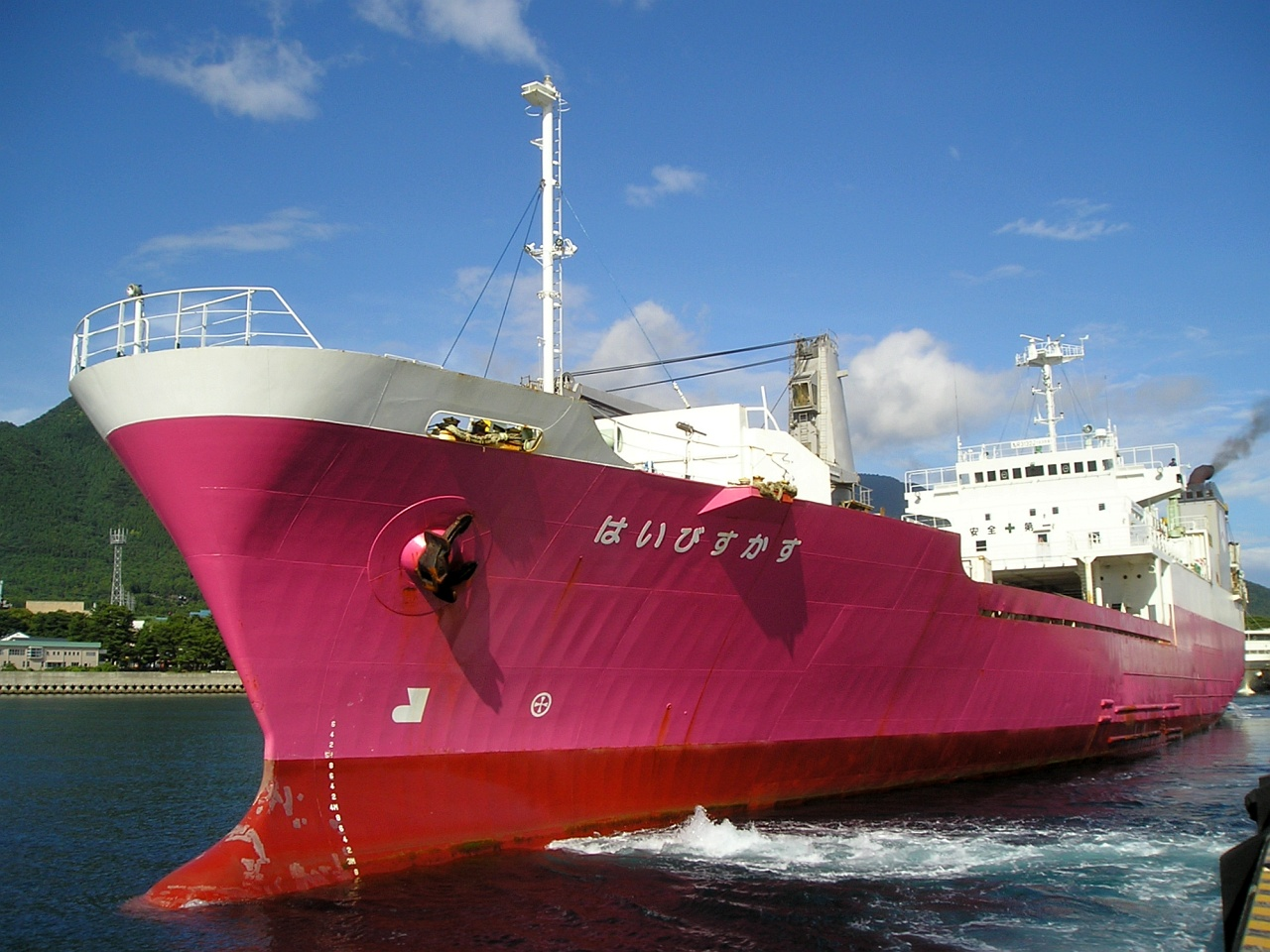
フェリー「はいびすかす」(M)
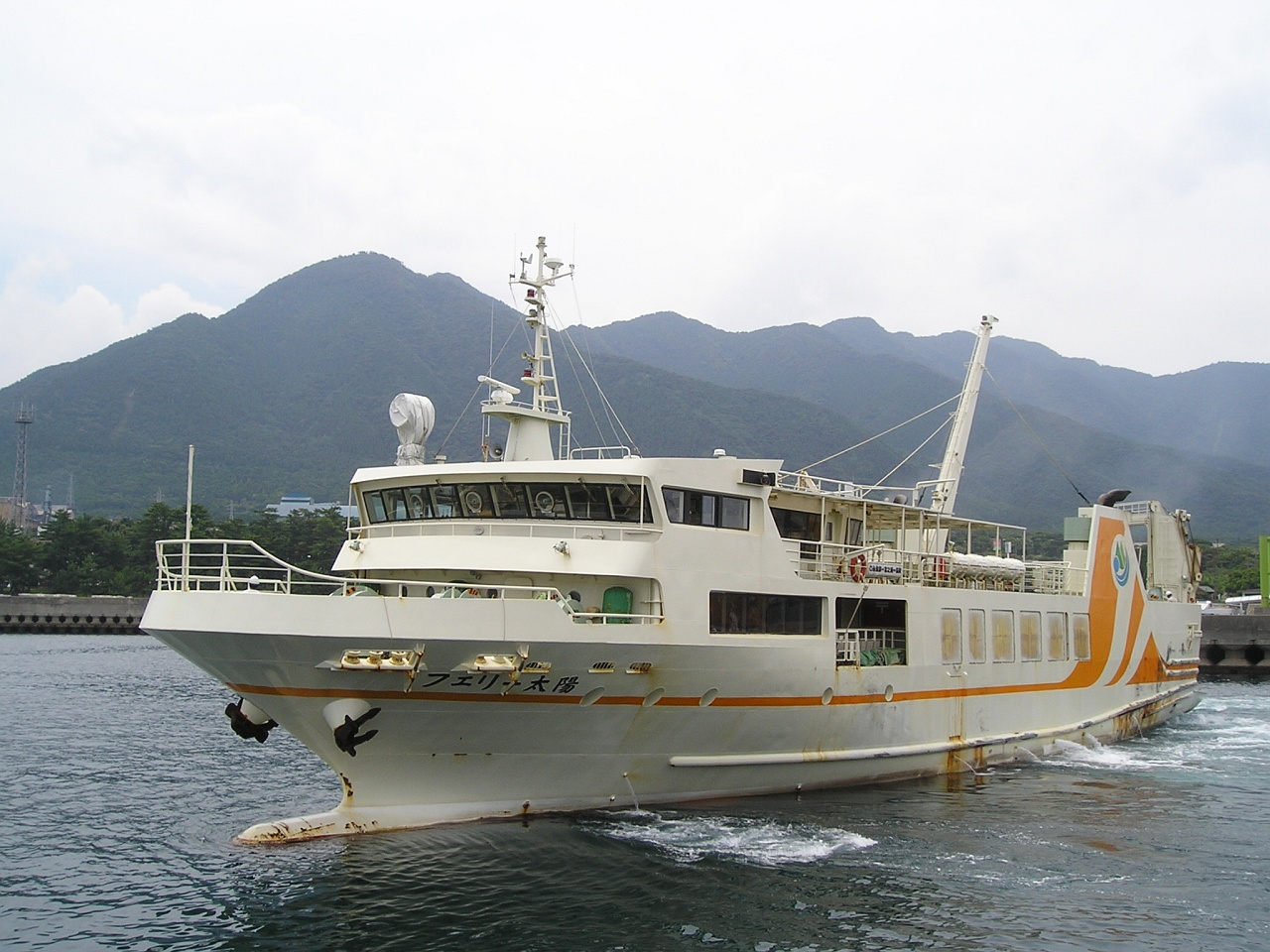
屋久島町営船「フェリー太陽」(M)
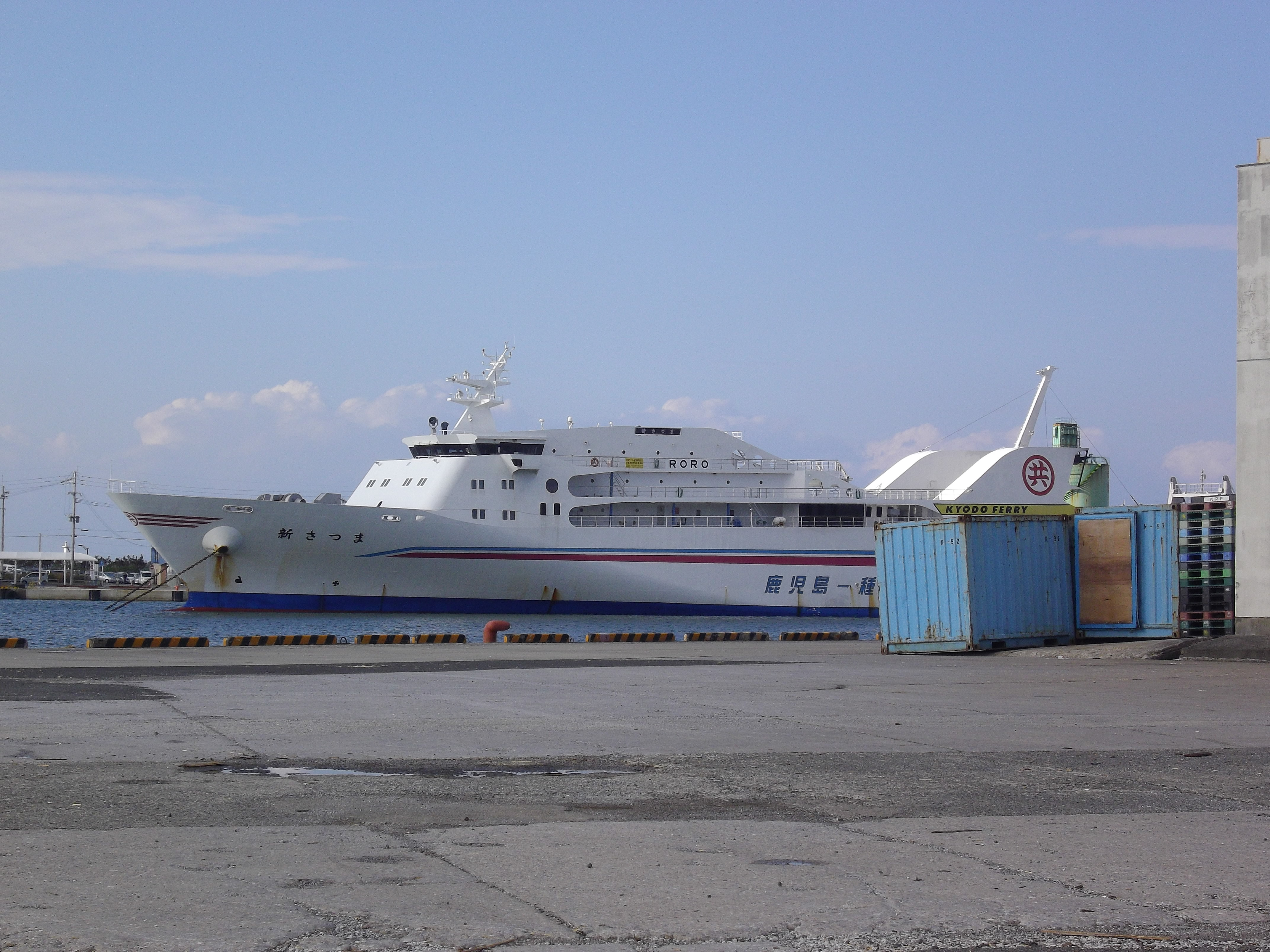
共同フェリー「新さつま」(kw)
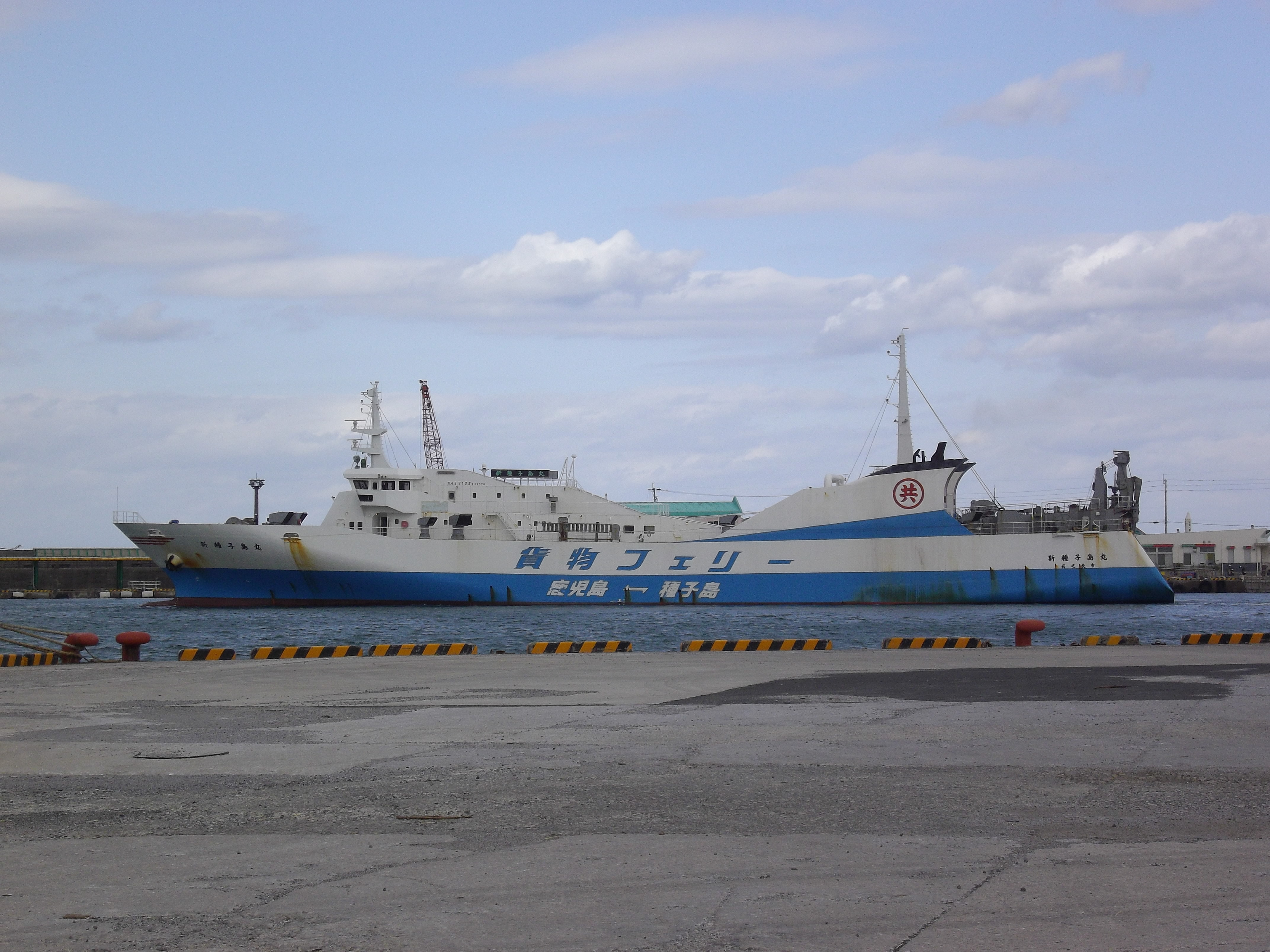
共同フェリー「新種子島丸」(kw)

【凡例】(M) : 屋久島・宮之浦港、(K) : 鹿児島港、(KW) : 鹿児島湾内

##### かつて運航されていた主な航路
- フェリー出島（九州商船）※2004年12月11日撤退

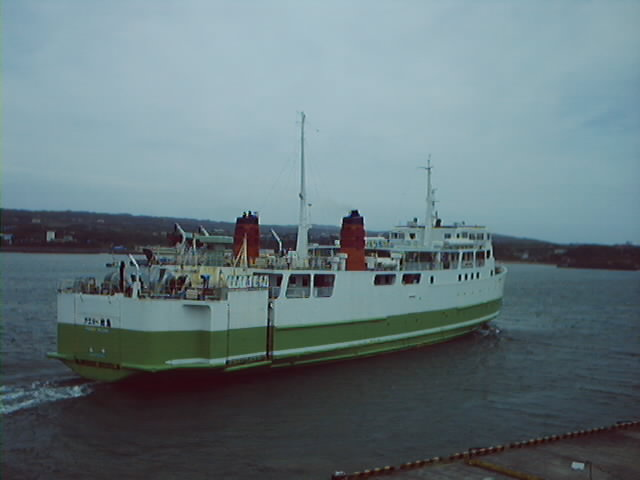
2002年1月頃・建替えられる前の西之表港・旧待合所展望デッキより見た九州商船フェリー出島

  - 種子島 - 鹿児島

### 航空
- 種子島空港
  - 日本航空（JAL）
    - 大阪国際空港（繁忙期臨時増便運航）[注 10][注 11]
    - 鹿児島空港[注 12]

屋久島空港との間に日本内外航空による定期便が運航（1977年=昭和52年10月1日開設）されていたが、1983年(昭和58年)4月1日に運休された。同年6月24日から同路線を引き継ぐ形で公共施設地図航空によるチャーター便が運航開始されたが、1986年(昭和61年)3月10日に運休、同年5月22日から、日本産業航空（後の朝日航空）によるチャーター便が運航開始されたが、1990年(平成2年)3月10日に運休、翌年1991年(平成3年)3月10日に廃止、その後も日本コンチネンタル空輸などによるチャーター便が運航されたが、やがて運休・廃止となった。定期便のほか、不定期でフジドリームエアラインズによる国内線チャーター便が、農協旅行など旅行代理店主催のツアー向けに運航されている。

### バス
長年にわたりいわさきグループ（種子島交通→2004年合併により種子島・屋久島交通）が島内の路線バスを運行していたが、2009年に撤退し、以後は島内の貸切バス運行や、コミュニティバスの受託運行を行っている。
2004年からは大和バスが、一般路線バスと種子島空港への空港連絡バスを運行してきたが、2020年にバス事業を有限会社和人組へ譲渡、同社バス事業部が一般路線バスと空港連絡バスを運行している。
後述のコミュニティバスを含め日曜・祝日は全便運休となる。従って日曜と祝日は種子島全域でバスが運行されない。

#### コミュニティバス
3市町ともそれぞれ独自のコミュニティバスを運行している。
- 西之表市
  - 西之表市市街地循環バス「わかさ姫」- 種子島・屋久島交通が運行受託[11]
  - デマンド型乗合タクシー「どんがタクシー」[11]
- 中種子町
  - 中種子町コミュニティバス - 有限会社和人組（南種子営業所）が運行受託[12]
  - 中種子町乗合タクシー[12]
- 南種子町
  - 南種子町コミュニティバス - 自家用有償旅客運送（南種子中学校スクールバスの空き時間に運行）[13]

### 道路

#### 国道
- 国道58号

沖縄県の日本復帰に伴い、1975年（昭和50年）県道18号西之表南種子線が国道に昇格。現在の西之表南種子線は東海岸側を通る県道75号となっている。

#### 県道
- 鹿児島県道75号 西之表南種子線（旧県道225号・226号（一部区間除く）・228号線（一部区間除く））[14]
- 鹿児島県道76号 野間十三番西之表線（旧県道224号線）[14]
- 鹿児島県道581号 伊関国上西之表港線
- 鹿児島県道583号 新種子島空港線
- 鹿児島県道586号 茎永上中線
- 鹿児島県道588号 野間島間港線（旧県道229号線）[14]
- 鹿児島県道589号 種子島空港線
- 鹿児島県道591号 国上安納線

近年改良が進み、比較的走りやすくなった。特に県道76号は拡張・直線化が進み、国道の補完道路としての役割が大きい。

## 産業
鉄の製錬と鍛冶製品の生産が古くから行われてきた。その技術はポルトガル伝来の鉄砲の生産に引き継がれ、その時代が過ぎると鋏や包丁などの日用品、そして農具の生産へと移っていった。鍛冶製品の中でも、鋏（種子鋏）は切れ味、耐久性、デザインなどに優れ、全国的にもその名が行き渡っていたが、後継者がおらず衰退している。

## 観光
お祭り
- ロケット祭り（南種子町）8月
- よいらーいき祭り（中種子町）8月
- 種子島鉄砲まつり（西之表市）8月
- 農林漁業祭（中種子町）11月

文化施設
- 宇宙科学技術館
- 種子島開発総合センター（鉄砲館）
- 中種子町立 歴史民俗資料館
- 南種子町郷土館
- たねがしま赤米館
- 米国商船カシミヤ号の遭難救助記念碑

神社仏閣
- 宝満神社
- 熊野神社

自然
- 千座の岩屋
- 馬立の岩屋

- 犬城海岸

温泉
- 種子島温泉
- 河内温泉（南種子町）

- 平山（農業従事者）温泉（南種子町）

鉄砲伝来関連

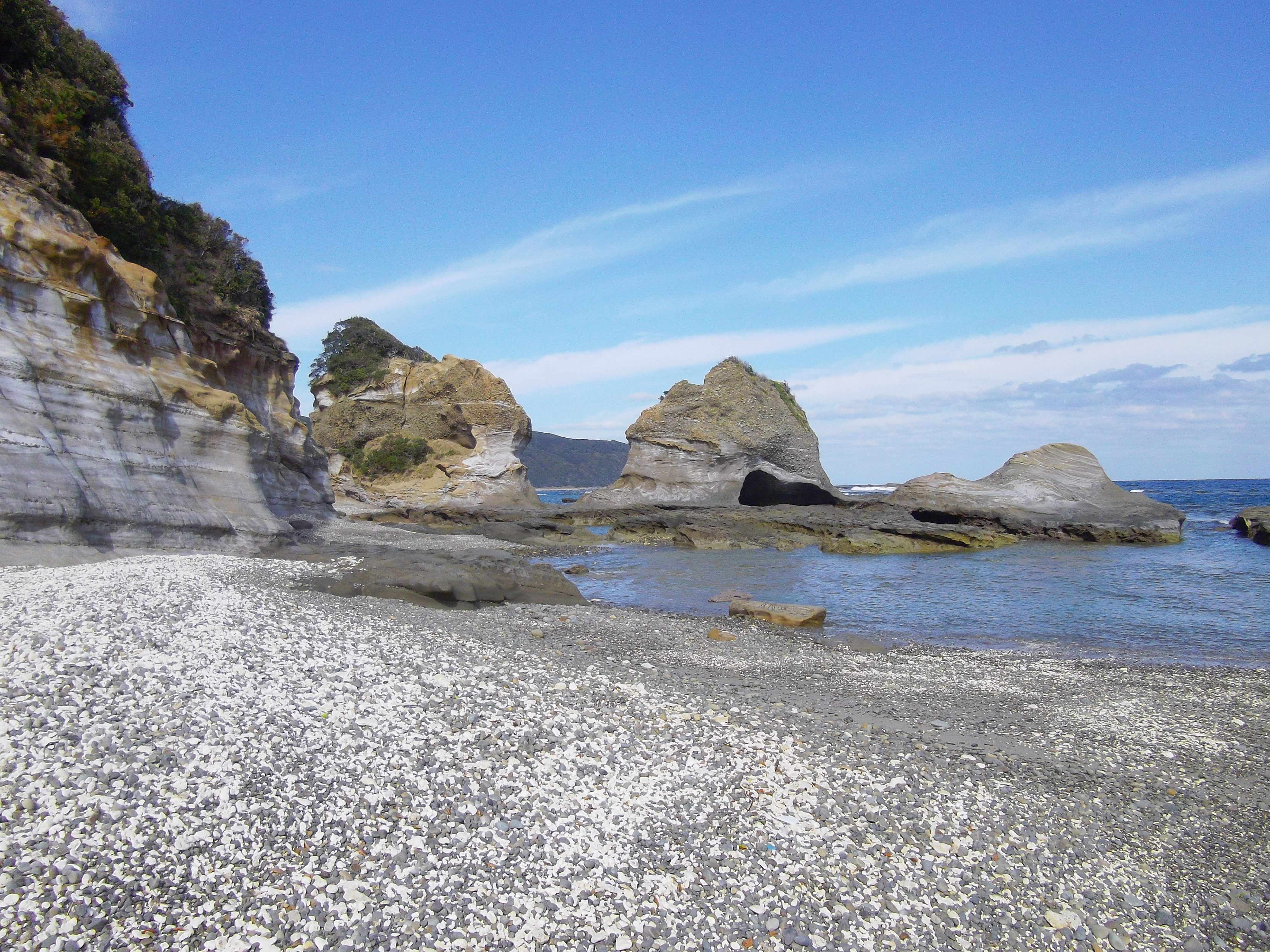
馬立の岩屋近辺の奇岩

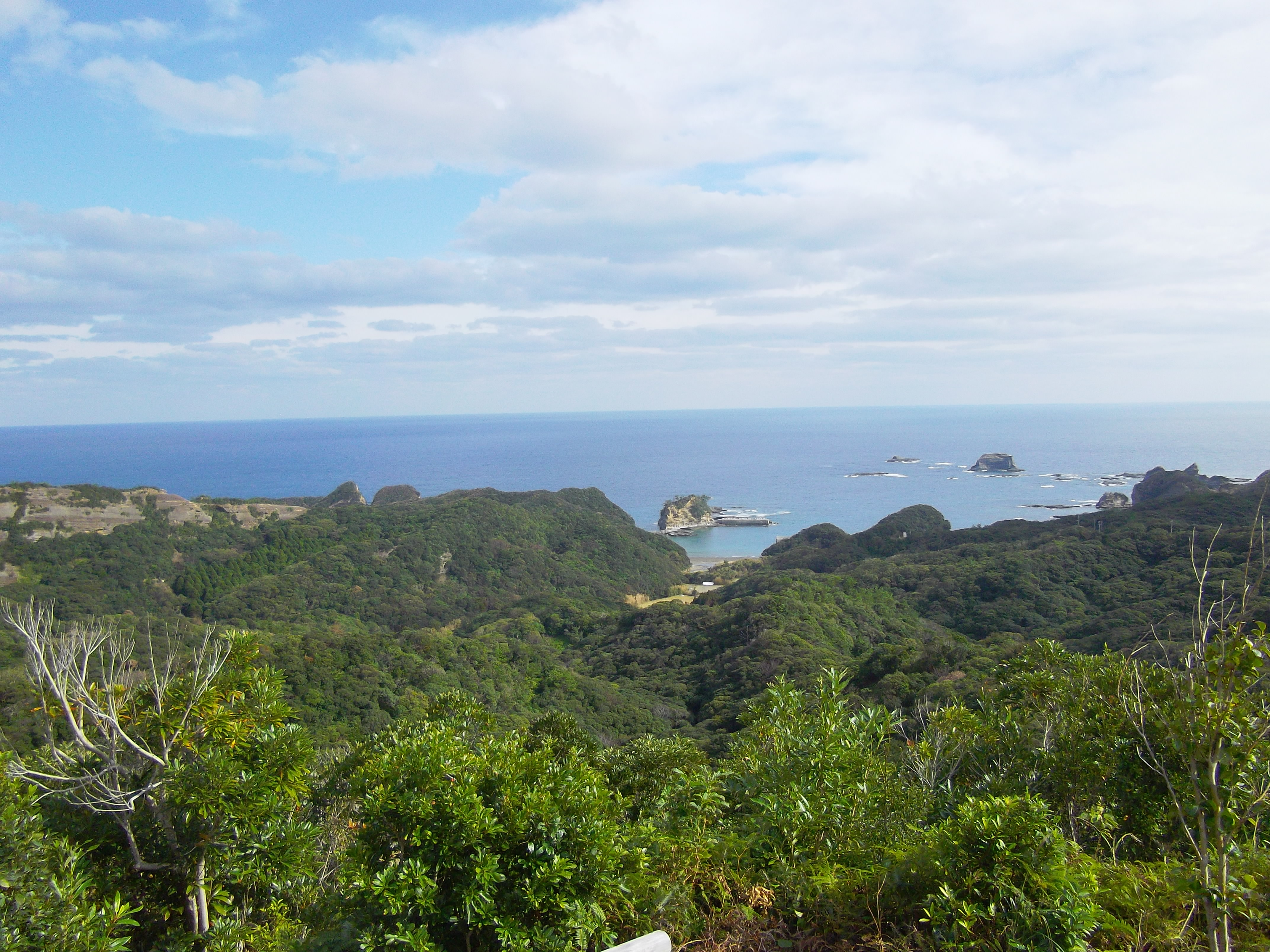
犬城海岸近辺、大塩屋地区

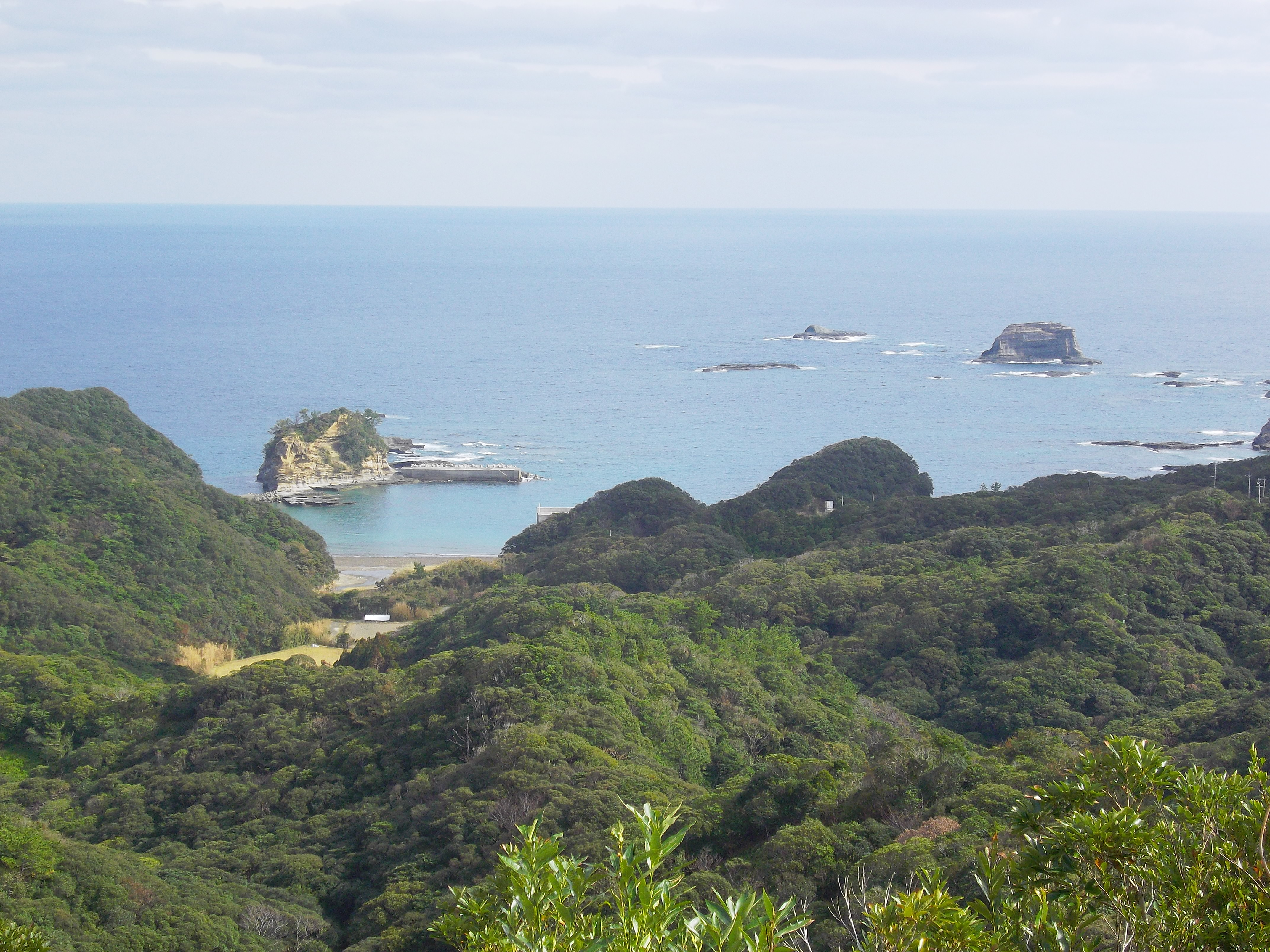
犬城海岸近辺、大塩屋地区

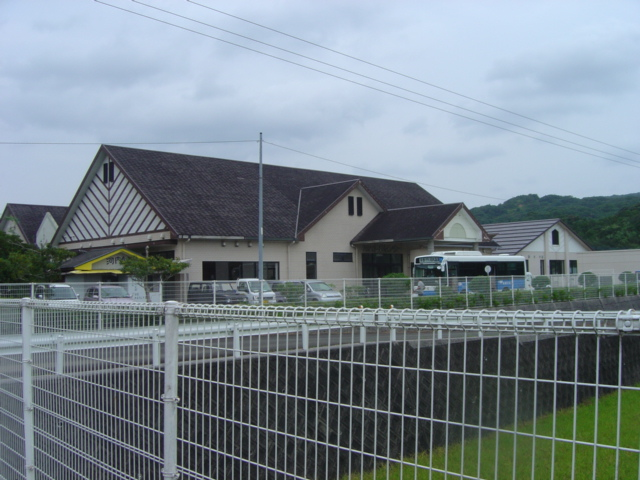
南種子町河内温泉

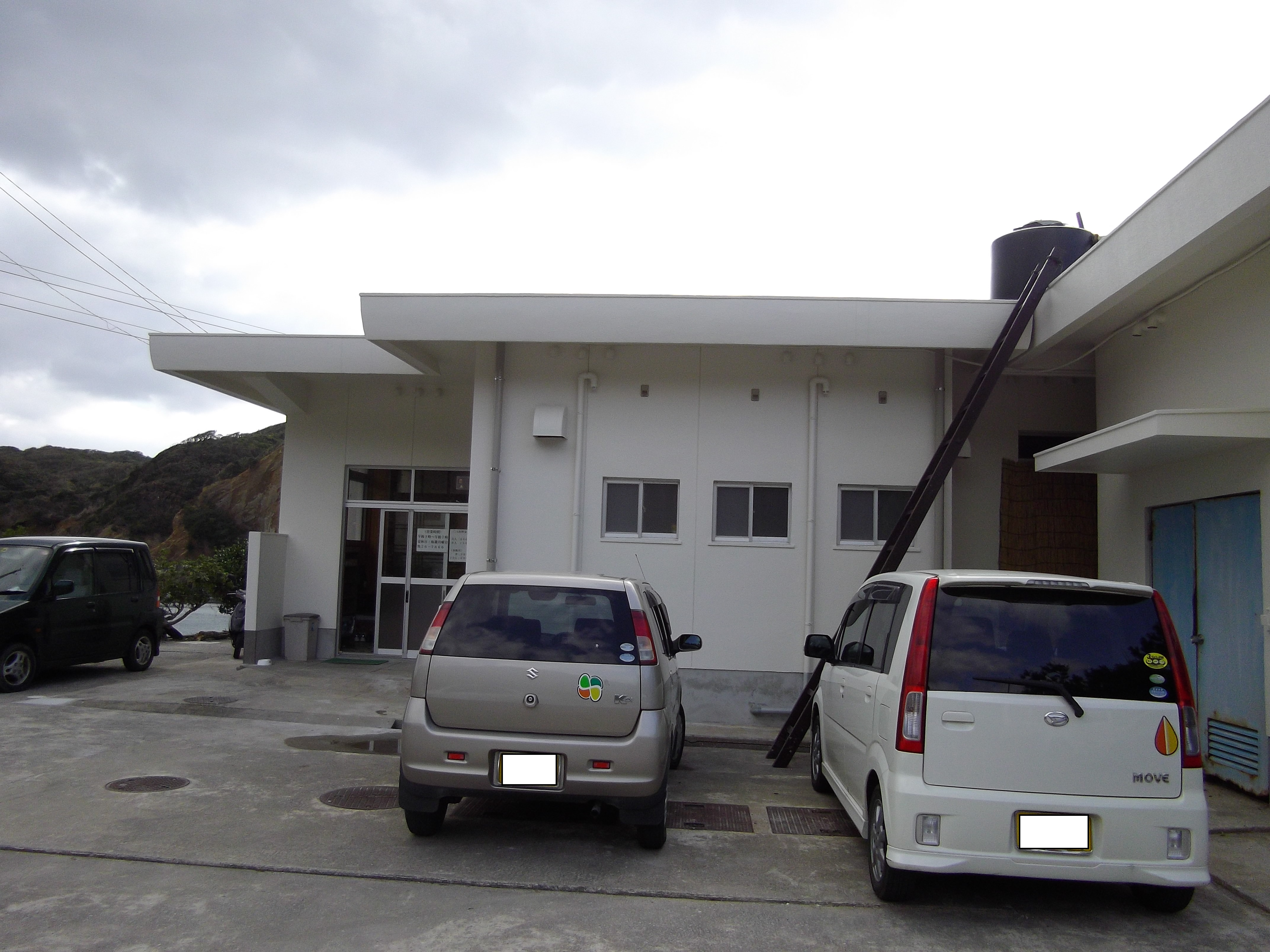
平山（農業従事者）温泉

- 鉄砲伝来紀功碑 - 島の最南端にある門倉岬に建てられた記念碑。岬下の小浦（前之浜）にポルトガル人が来航。
- 種子島時堯銅像 - 時堯の城があった榕城中学校（廃校）横に建立。
- 赤尾木湾 - 現・西之表港。時尭の指示で漂着船が前之浜から引き船され、ポルトガル人らは約半年滞在した。
- 八板金兵衛清定銅像 - 西之表市池田
- 若狭 (八板清定女)の墓 - 西之表市田屋敷
- 種子島鉄砲鍛冶屋敷跡 - 西之表市東町。金兵衛が住んでいた黒山尻と呼ばれた地域。玉川沿いに最盛期には60軒の鍛冶屋があった。
- 篠川小四郎秀重屋敷跡 - 時尭から火薬研究を命じられた家臣・篠川の屋敷跡地。西之表市松畠。
- 種子島開発総合センター（鉄砲館）- 国内外の旧式銃約100丁展示

## 出身者

### 財界
- 牧本次生（日本半導体産業界のパイオニア、日立製作所半導体設計開発センター長、ソニー執行役員専務、半導体産業人協会理事長等多数歴任） - 中種子町

### 学術
- 柳田理科雄 - 作家。南種子町出身

### 芸術
- 川口雪篷 - 書家。西之表市出身
- 河口洋一郎 - CGアーティスト、東京大学名誉教授、紫綬褒章受章
- 迫川尚子 - 写真家
- 坂口香津美 - 映画監督

### 運動
- 光法賢一 - 大相撲元幕内、南種子町出身
- 常の山勝正 - 大相撲元幕内、西之表市出身
- 山口輝行 - プロサーファー、西之表市出身
- 若嶋津六夫 - 大相撲元大関、現12代二所ノ関親方、中種子町出身
- 若隼人幸治 - 大相撲元十両、中種子町出身
- 西ノ海嘉治郎 (2代) - 大相撲第25代横綱、西之表市出身
- 島津海空 - 大相撲現役力士、西之表市出身

### 芸能
- 降本孟 - 漫画家、中種子町出身
- 林家種平 - 落語家
- 小倉さやか - モデル事務所経営者[16]（元レースクイーン、イベントコンパニオン）
- TKS - ラッパー、DRAMATIC MC'Sメンバー
- 上原美優 - タレント

### その他
- やすひさてっぺい - 日本唐揚協会会長。南種子町出身

### 縁のある人物
- 玉井詩織（ももいろクローバーZ） - 歌手、女優。種子島が出生地（里帰り出産）[17]。プロフィール上の出身地は神奈川県となっている[18]。
- 羽生善治（祖先は薩摩藩士、父親が種子島出身）
- 西村由紀江（祖父が種子島出身）
- 山﨑浩子(父親が教諭にて一緒に赴任)
- 長渕剛 (祖母が種子島出身)
- 沢村一樹 (祖母が種子島出身)
- 草野大悟(NHKの種子島旅番組にて自身が幼少期過ごしたと解説)

## その他

### 島名の読み方
- 種子島は「種子」の二文字で「たね」と読み（島内の自治体も同様）、「が」は漢字表記上は記載しない。そのため、ルビを振る場合「が」は子と島の間に置く（種子島）。

### 地上波放送
- 種子島のテレビ放送開始は比較的早く、1957年（昭和32年）には既に南種子中継局が建てられている。だが、当初は島内全ての地域が良好に受信出来た訳ではなく、特に西之表市の東海岸側は受信が困難であった。その後、西之表市に種子島中継局が建てられると、島内の視聴環境は飛躍的に改善した。
なお南種子中継局は、トカラ列島や奄美群島に電波を中継する重要な役割も果たしている。
地上デジタル放送については、南種子中継局が2008年（平成20年）4月から、種子島中継局が同年12月から開始されている。

### 通信
固定電話
- 西日本電信電話（NTT西日本）
市外局番・0997（鹿児島地区および県内各離島への通話は、特例により隣接扱い）
島外および携帯電話で種子島地方の気象情報等を聞く際には、市外局番は0997ではなく09972となる。

携帯電話
- NTTドコモ・au・ソフトバンク --- ほぼ全域で利用可能
- ワイモバイル --- 各市町の市街地周辺および観光施設で利用可能

インターネット
- ISDN・ADSL --- 全域で利用可能
- フレッツ光 --- 中種子町、南種子町の全域および西之表市の一部地域（市内局番22・23・24・25・28の一部）

## 種子島が登場する作品

### アニメ
- 秒速5センチメートル
- ROBOTICS;NOTES
- キャプテン・アース
- アルドノア・ゼロ
- クレヨンしんちゃん 襲来!!宇宙人シリリ
- 暗殺教室

### マンガ
- おやすみプンプン
- 宇宙兄弟
- 8月のゴースト

### ゲーム
- ROBOTICS;NOTES (2012年)
- vivid/stasis (2023年)

### 関連文献
- 司馬遼太郎『熊野･古座街道・種子島みち』街道をゆく8.

### 小説
- 阿刀田高 『リスボアを見た女』

### その他
- 心身症の犬 (1985年 日本テレビ 火曜サスペンス)
- こっちこい！UFO (1989年 TBS火曜ワイド劇場)
- 密愛のリゾート・種子島（1992年 フジテレビ系旅情サスペンス）